# Chesterville (Maine)
Chesterville es un pueblo ubicado en el condado de Franklin en el estado estadounidense de Maine. En el Censo de 2010 tenía una población de 1.352 habitantes y una densidad poblacional de 13,9 personas por km².

## Geografía
Chesterville se encuentra ubicado en las coordenadas 44°32′00″N 70°6′25″O / 44.53333, -70.10694. Según la Oficina del Censo de los Estados Unidos, Chesterville tiene una superficie total de 97.26 km², de la cual 93.69 km² corresponden a tierra firme y (3.67%) 3.57 km² es agua.

## Demografía
Según el censo de 2010, había 1.352 personas residiendo en Chesterville. La densidad de población era de 13,9 hab./km². De los 1.352 habitantes, Chesterville estaba compuesto por el 97.26% blancos, el 0.07% eran afroamericanos, el 0.22% eran amerindios, el 0.59% eran asiáticos, el 0% eran isleños del Pacífico, el 0.07% eran de otras razas y el 1.78% pertenecían a dos o más razas. Del total de la población el 0.37% eran hispanos o latinos de cualquier raza.